# コマンダン・リヴィエル級フリゲート
コマンダン・リヴィエル級フリゲート（フランス語: Aviso-escorteur Classe Commandant Rivière）は、フランス海軍が運用していたフリゲートの艦級。

## 来歴
フランス海軍は戦前より、通報艦と呼ばれる艦種を整備してきた。当初、これは文字通りに伝令を主任務、警備・救難を副任務としており、主に本国との情報伝達および洋上警備をになうために植民地に配備されていた。のちに無線通信が発達したのちには警備・救難を主任務として、コルベット級の艦艇が通報艦に分類されて、引き続き植民地沿岸に配備された。
第2次大戦後においても、この任務の重要性は継続していた。しかし一方で、冷戦構造の成立とともにフランスは北大西洋条約機構に加盟し、同国海軍は大西洋における船団護衛に投入できる護衛駆逐艦を必要としていた。このことから、通報艦と護衛駆逐艦の任務を兼ねることができる艦が構想された。このコンセプトに基づいて開発されたのが本級であり、当初はフランス連合護衛艦（escorteurs d'union français）と称されていたが、1959年に護衛通報艦（Aviso-escorteur）と改称された。

## 設計
設計面では、先行して建造された高速護衛艦であるル・ノルマン級の拡大版となっているが、船型としては中央船楼型が採用されている。様々な気候帯での活動を想定して、艦内には空調が施された。
主機関としては、SEMT ピルスティク 12PC2型中速ディーゼルエンジン4基によって推進器2軸を駆動するCODAD方式とされた。また「バルニー」はフランス海軍初のCODAG艦として建造されており、巡航機としてはAGO V-16型ディーゼルエンジンを2基、加速機としてはチュルボメカM38型ガスタービンエンジンを1基搭載した。なおチュルボメカM38は、ダッソー・エタンダールIVおよびシュペルエタンダールで搭載されていたスネクマ アター8をもとに開発された舶用ガスタービンエンジンであった。

## 装備
主センサーとなる対空レーダーは、先行して整備された高速護衛駆逐艦であるル・ノルマン級（1,795トン）と同じく、DRBV-22Aをマスト中段に搭載した。これはアメリカのAN/SPS-6をもとに開発されており、Lバンド、出力2,000キロワットの2次元レーダーであり、最大探知距離は70 nmi (130 km)とされていた。
兵装面でも基本的にル・ノルマン級のものが踏襲されているが、同級で主たる対潜兵装とされていたM/50 375mm対潜ロケット発射機にかえて、より簡便だが威力におとる305mm 4連装対潜迫撃砲が船楼前端に搭載されたほか、新しい両用砲であるMle.53 100mm単装速射砲が初採用とされた。また1970年代中盤から着手された改装により、後部上構上の2番砲と交換に西側第1世代の艦対艦ミサイルであるエグゾセMM38が搭載され、対水上火力が大幅に強化された。

## 同型艦

### 運用史
1955年にネームシップが発注されたのに続いて、1956年に6隻が、1957年に2隻が発注され、これらは1962年より就役を開始した。また、同様の要求に基づき、ポルトガル海軍も本級の準同型艦を発注し、1967年より4隻がジョアン・ベーロ級フリゲートとして就役した。しかしながら、ポルトガル海軍は同級に続いて、通報艦任務に限定して小型化することで運用コストを下げたジョアン・コーチニョ級コルベットの整備を開始し、このコンセプトはフランス海軍にも逆輸入されて、デスティエンヌ・ドルヴ級通報艦が配備されることとなった。本級はいずれも1990年代後半までに運用を終了したが、このうちの3隻はウルグアイ海軍に売却されて再就役した。なおウルグアイ海軍は、2000年代においてジョアン・ベーロ級2隻を購入し、購入した本級のうち2隻の代替としている。

### 一覧表
| フランス海軍 | フランス海軍                                                | フランス海軍    | フランス海軍     | フランス海軍 | 退役/再就役後              | 退役/再就役後              | 退役/再就役後                              | 退役/再就役後              | 退役/再就役後              | 退役/再就役後              |
| #            | 艦名                                                        | 進水            | 就役             | 退役         | 再就役先                   | #                          | 艦名                                       | 就役                       | 退役                       | その後                     |
| ------------ | ----------------------------------------------------------- | --------------- | ---------------- | ------------ | -------------------------- | -------------------------- | ------------------------------------------ | -------------------------- | -------------------------- | -------------------------- |
| F725         | ヴィクトル・シュルシェール Victor Schoelcher                | 1958年 10月11日 | 1962年 10月15日  | 1988年       | ウルグアイ海軍             | ROU 02                     | ヘネラル・アルティハス （General Artigas） | 1988年 12月19日            | 2005年 4月27日             | スクラップとして廃棄       |
| F726         | コマンダン・ボリ Commandant Bory                            | 1958年 10月11日 | 1964年 3月5日    | 1996年       | 2004年実艦的として海没処分 | 2004年実艦的として海没処分 | 2004年実艦的として海没処分                 | 2004年実艦的として海没処分 | 2004年実艦的として海没処分 | 2004年実艦的として海没処分 |
| F727         | アミラル・シャルネ Admiral Charner                          | 1960年 3月12日  | 1962年 12月14日  | 1990年       | ウルグアイ海軍             | ROU 03                     | モンテビデオ （Montevideo）                | 1991年 1月28日             | 2009年 12月18日            | スクラップとして廃棄       |
| F728         | ドゥダール・ド・ラグレ Doudart de Lagrée                    | 1961年 4月15日  | 1963年 5月1日    | 1991年       | 1999年実艦的として海没処分 | 1999年実艦的として海没処分 | 1999年実艦的として海没処分                 | 1999年実艦的として海没処分 | 1999年実艦的として海没処分 | 1999年実艦的として海没処分 |
| F729         | バルニー Balny                                              | 1962年 3月17日  | 1970年 2月1日    | 1994年       | 2003年実艦的として海没処分 | 2003年実艦的として海没処分 | 2003年実艦的として海没処分                 | 2003年実艦的として海没処分 | 2003年実艦的として海没処分 | 2003年実艦的として海没処分 |
| F733         | コマンダン・リヴィエール Commandant Rivière                 | 1958年 10月11日 | 1962年年 12月4日 | 1992年       | スクラップとして廃棄       | スクラップとして廃棄       | スクラップとして廃棄                       | スクラップとして廃棄       | スクラップとして廃棄       | スクラップとして廃棄       |
| F740         | コマンダン・ブールデ Commandant Bourdais                    | 1961年 4月15日  | 1963年 3月10日   | 1990年       | ウルグアイ海軍             | ROU 01                     | ウルグアイ （Uruguay）                     | 1990年 8月20日             | 2008年 3月27日             | スクラップとして廃棄       |
| F748         | プロテ Protet                                               | 1962年 12月8日  | 1964年 5月1日    | 1992年       | 2001年実艦的として海没処分 | 2001年実艦的として海没処分 | 2001年実艦的として海没処分                 | 2001年実艦的として海没処分 | 2001年実艦的として海没処分 | 2001年実艦的として海没処分 |
| F749         | アンセーニュ・ド・ヴェソ・アンリ Enseigne de Vaisseau Henry | 1963年 12月14日 | 1965年 1月1日    | 1996年       | スクラップとして廃棄       | スクラップとして廃棄       | スクラップとして廃棄                       | スクラップとして廃棄       | スクラップとして廃棄       | スクラップとして廃棄       |